# Manuel Bühler
Manuel Bühler (Medellín, 1º settembre 1983) è un ex calciatore svizzero, di ruolo centrocampista.